# جان بيار تالبوت
جان بيار تالبوت هو ممثل بلجيكي، ولد في 12 أغسطس 1943 في بلجيكا.

## وصلات خارجية
- جان بيار تالبوت على موقع IMDb (الإنجليزية)
- جان بيار تالبوت على موقع ألو سيني (الفرنسية)
- جان بيار تالبوت على موقع قاعدة بيانات الأفلام السويدية (السويدية)
- جان بيار تالبوت على موقع قاعدة بيانات الفيلم (الإنجليزية)